# Iljušin Il-6
Iljušin Il-6 byl prototyp sovětského dvoumotorového dálkového bombardovacího a torpédového letounu, který vznikl v době druhé světové války. Jednalo se o poslední typ dálkového letadla Iljušin, které mělo pístové motory. Do sériové výroby se však nedostalo, po válce nastala éra proudových strojů.

## Vývoj
Prototyp Il-6 s naftovými vznětovými motory AČ-30B A. D. Čaromského o výkonu po 1100 kW zalétal 7. srpna 1943 V. K. Kokkinaki. Potom stroj přešel do ústřední vojenské letové zkušebny Ramenskoje, kde na něm létali piloti A. N. Grinčik a N. S. Rybko. V létě 1944 byly do letounu Il-6 instalovány pohonné jednotky AČ-30BF, které svými výkony dovolily nést plnou osádku šesti mužů, kompletní výzbroj pěti kanónů Š-20 ráže 20 mm a pancéřovou ochranu každého člena.

## Specifikace (1. prototyp, 1944)

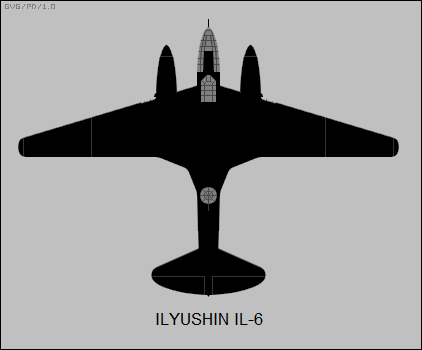
Půdorys letounu Iljušin Il-6

Údaje dle

### Technické údaje
- Osádka: 5
- Rozpětí: 26,07 m
- Délka: 17,38 m
- Výška: 5,3 m
- Nosná plocha: 84,8 m²
- Hmotnost prázdného letounu:
- Vzletová hmotnost: 16 100 kg
- Maximální vzletová hmotnost: 19 600 kg
- Pohonná jednotka: 2 × přeplňovaný vznětový dvanáctiválcový vidlicový motor AČ-30BF
- Výkon pohonné jednotky: 2 × 1 900 hp (1 400 kW)

### Výkony
- Maximální rychlost:
  - u země: 400 km/h
  - ve výšce 6 200 m: 464 km/h
- Cestovní rychlost: 340 km/h
- Stoupavost: výstup do 5 000 m 28,7 min.
- Dostup: 7 000 m
- Dolet:
  - maximální: 7 000 km
  - dolet s 1 000 kg pum: 5 450 km

### Výzbroj
- 5 × 20mm automatický kanón Špitalnyj Š-20 ve střelištích v přídi, na hřbetě, obou bocích a spodku trupu
- max. 4 500 kg pum[pozn. 1] nebo
- 2 × torpédo